# Coccocarpia prostrata
Coccocarpia prostrata är en lavart som beskrevs av Lücking, Aptroot & Sipman. Coccocarpia prostrata ingår i släktet Coccocarpia och familjen Coccocarpiaceae.   Inga underarter finns listade i Catalogue of Life.